# Saumur
Saumur (francia kiejtéssel: [so.myʁ]) település Nyugat-Franciaországban, a Loire völgyében, Maine-et-Loire megyében. Itt található a Musée des Blindés harckocsimúzeum.

## Fekvése
A Loire völgyében, a Loire és a Thouet összefolyásánál fekvő város.

## Története

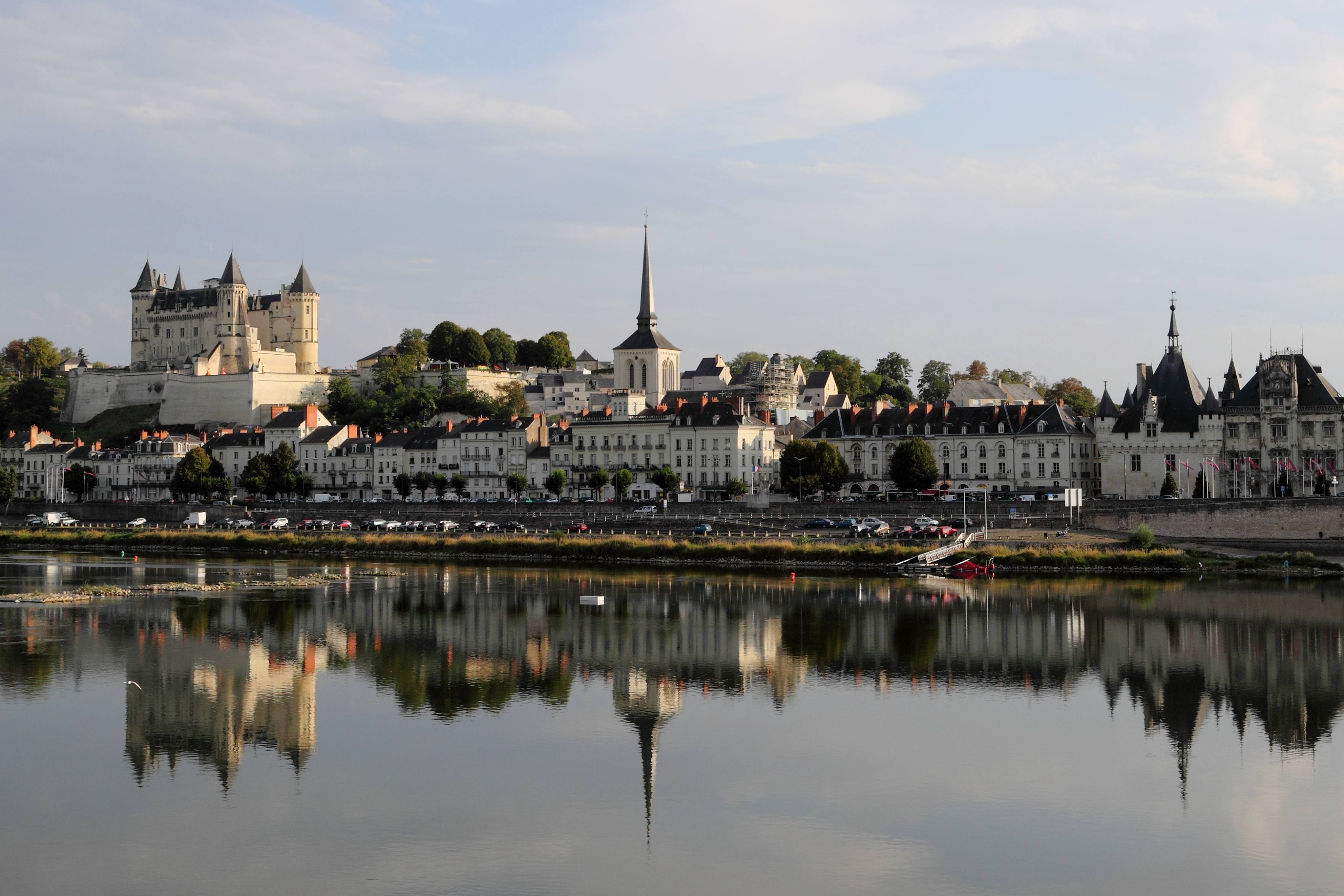
Saumur látképe

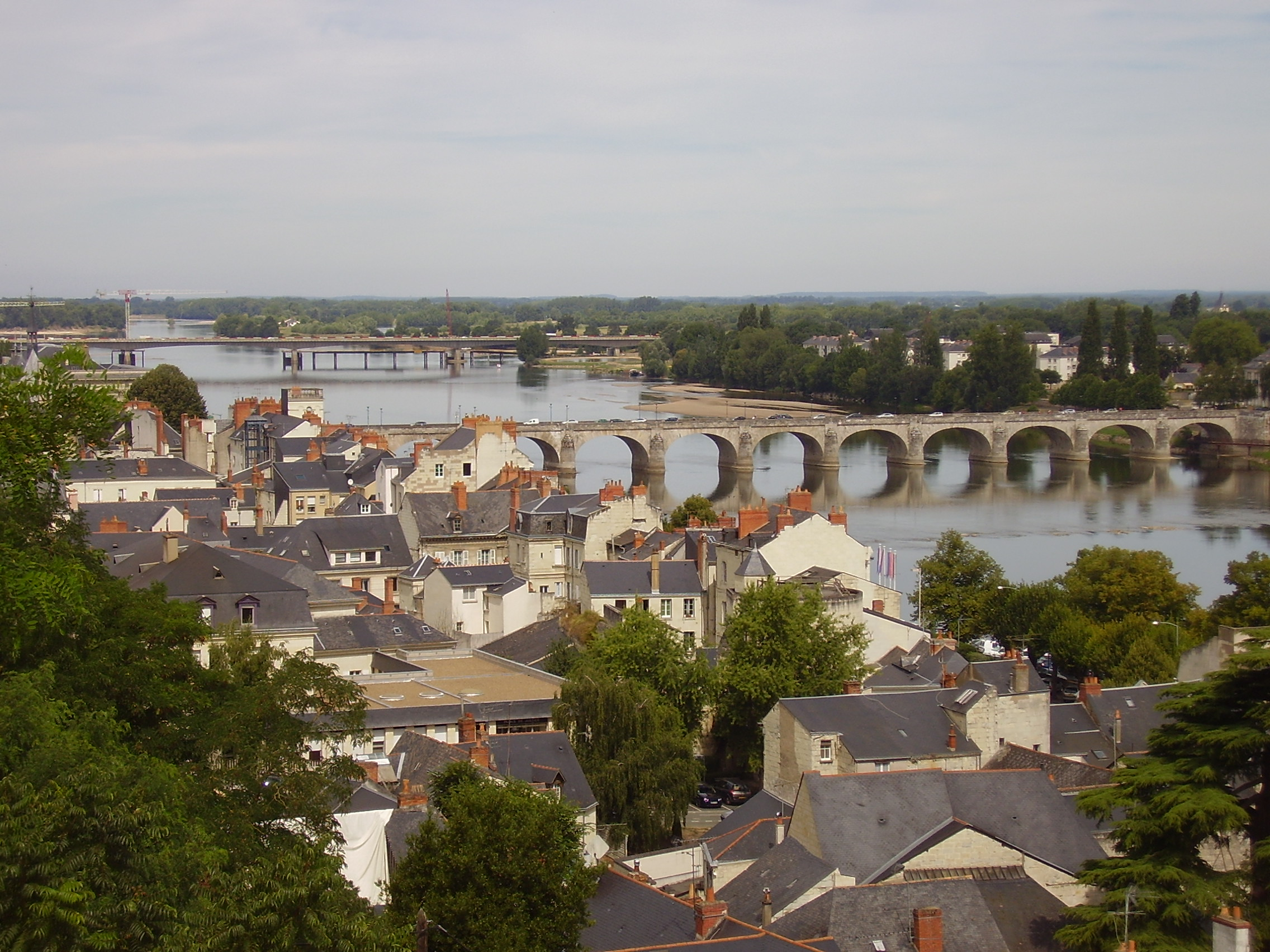
Saumur

A történelmi város a Loire és Thouet folyók között helyezkedik el, szőlőültetvényekkel körülvéve. Saumur, mint Chinon, Bourgueil, Coteaux du Layon is néhány olyan hely, ahol Franciaország legjobb borai teremnek.
Saumur főbb történelmi műemlékei a Szent Péter-templom a város központjában, és a Castle Briacé, azonban a várost a két folyó összefolyásánál épült vár uralja.
Saumur várát a Château de Saumurt eredetileg a 10. században I. Theobald, Blois grófja építtette a normannok elleni védelmi bástyaként, a Loire és Thouet folyók összefolyásánál. Saumur 1026-ban Nerra Fulk Anjou gróf birtokában volt. 1067-ben a vár elpusztult, majd a 12. században II. Henrik francia király a várat gótikus stílusban újjáépíttette.
A 13. század első évtizedeiben II. Fülöpé, ekkor Saumur is csatlakozott a királyi tartományokhoz. Később, 1410 után Saumur is többször gazdát cserélt, amíg 1589-ben a protestáns IV. Henrik Franciaország (és Navarra) királya a várat Duplessis-Mornay-nak adta.
1621-ben a Saumur várát katonai laktanyává, majd két évszázaddal később állami börtönné alakították át.
A 20. század elején Saumur városa szerezte meg a várat is, és elkezdte a helyreállítását; Iparművészeti Múzeumot alakítottak ki benne. Összhangban a város lovas hagyományaival a Saumur kastély ad otthont a lovas múzeumnak is. A kastélybörtön őrtoronnyal otthont ad a Musée de la figura-Joue, a nagyon régi játékok és figurák: a katonák, a francia királyok és bohócok gyűjteményének.

## Szőlőkultúra
A város egy tufahalmon ül, amely porózus, homoksárga szikla, és a Loire legjobb szőlőterületeit képezi. A környéken sok mérföldnyi föld alá vágott pince sorakozik, melyeket közvetlenül ebbe a puha kőzetbe vájtak, amelyeknek jellemzője a hideg, hőmérséklet-moderált környezet, mely tökéletes tárolást biztosít az itteni tradicionális boroknak.
A francia Loire-völgy borvidékén fekvő város Saumur szőlőültetvényeire a vörösbort adó szőlőfajták jellemzőek. Talán legismertebb közülük a száraz vörösbort adó cabernet franc, amelyből a Loire völgyének legjobb borai készülnek. Az itt házasított borok anyaga nagyrészt cabernet franc, de megengedett a keverése 30% cabernet sauvignon és/vagy pineau d'aunis de cabernet franc-nal. Saumur vörös borfajta.
A térség éves bortermelésének csak kis hányadát teszik ki a fehér Saumur blanc borok. Ezeket kizárólag a Chenin blanc fajta alkotja. Kis mértékben készülnek itt habzóborok is, melyeknek azonban hagyományosan meglehetősen alacsony a karaktere és íze. Jelenleg az érdeklődés a jó minőségű Chenin blanc felé fordult, ezek minősége azonban egyenetlen. A térség fehérbor termelésénél kisebb mértékben előállítanak még rozéborokat is, és rosé-specifikus megnevezéssel Cabernet de saumur néven értékesítik. Kis mennyiségben édes bort is készítenek Saumur környékén, melyet Coteaux de saumur elnevezéssel értékesítenek. Az édesbor kibocsátás elhanyagolható mennyiségű, és a minőség szempontjából is messze elmarad a nyugati, Coteaux du layon zóna édes boraitól.
Saumur környéke geológiailag különösen alkalmas a pezsgőkészítéshez használt szőlőfajták termelésére. A pezsgőkészítéshez felhasznált szőlőfajták, nagyjából ugyanazok. A fehér mousseux blanc, melyre nagymértékben támaszkodik a Chenin blanc, gyakran kiegészítésként a Chardonnay. A rózsaszín mousseux rosé, a különböző vörös borszőlő mix - leggyakrabban a Cabernet franc és cabernet sauvignon, a kékfrankos, GROLLEAU és Pineau d'aunis.

## Itt születtek, itt éltek
- Anne Le Fevre Dacier (1654–1720), tudós, klasszikusok fordítója
- François Bontemps (1753–1811)
- Charles Ernest Beule (1826–1874), régész
- Coco Chanel (1883–1971), divattervező
- Yves Robert (1920–2002), színész, zeneszerző, rendező, író, producer
- Fanny Ardant (1949), színésznő
- Philippe Vercruysse (1962), világbajnoki bronzérmes francia labdarúgó
- Dominique Pinon, színész
- Youna Dufournet, francia művészi tornász